# SPRITE-SAT
SPRITE-SAT（スプライト観測衛星）は、東北大学大学院・理学研究科および工学研究科で開発されているスプライト現象観測衛星。スプライト現象を宇宙空間から観測することを主目的としている。2009年1月23日、温室効果ガス観測衛星いぶきのサブペイロードとして、種子島宇宙センターよりH-IIAロケット15号機にて打ち上げられた。愛称は「雷神」。本ページでは後継機の「雷神2」についても記述する。

## スプライトと地球ガンマ線の観測

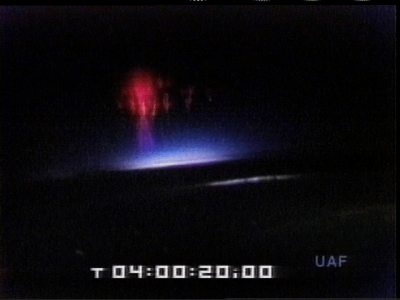
レッドスプライト、2004年7月に全球水文気候センター (GHCC) が撮影した画像。

スプライトとは、1989年に発見された、落雷が発生する時にその上空の高度40-90kmの高層大気中で発生する発光現象である。赤い光と左右に手を広げたような形状からスプライト（妖精）と呼ばれているが、他にもさまざまな形状が観測されている。地球全体で毎日数千から一万回発生しているとされ、珍しい現象ではない。しかし、地上からの観測だけではその水平構造は把握できず、発生のメカニズムは未解明であった。2004年には台湾の地球観測衛星FORMOSAT-2が打ち上げられ、全球での発生分布と鉛直構造を決定する物理的要因を特定したが、落雷地点とスプライト発生位置のずれ、落雷からスプライト発生までの時間差はさまざまであり、それだけでは形状や発生タイミング・発生条件をうまく説明できなかった。
また、2004年には地球を周回するガンマ線天文衛星により、地球から発生した強いガンマ線が大量に検出された。落雷時の絶縁破壊によって発生する逃走電子が原因と考えられている。
SPRITE-SATは、宇宙空間から地上を真下を見下ろすように観測することで、スプライト等の現象の水平構造と全球分布を観測し、雷放電起源とされるガンマ線と落雷・スプライトとの関係を明らかにすることを目的としている。

## 設計
形状は各辺50 cmの立方体。総重量は約50 kg。H-IIAロケットのピギーバック衛星として打ち上げられ、高度約660 kmの地球周回極軌道（太陽同期軌道）に投入された。
姿勢制御は重力傾斜安定方式。長さ1 m、先端質量3 kgのブームを展開して姿勢を安定させる。目標精度は3度。地上から衛星へのアップリンクはUHFで1,200 bps、ダウンリンクはSバンドで1,200 bpsまたは9,600 bpsである。
搭載する科学観測機器として、雷・スプライト撮像用CMOSカメラ2台、雷・恒星撮像用のCCDカメラ2台、ガンマ線カウンタ、雷雲内の水平電流を観測するためのVLFアンテナを搭載する。観測装置の総重量は5 kgである。
カメラシステムの開発においては世界的な産業用カメラメーカーであるワテックとの共同開発を行った。
| CMOSカメラ2台    | 雷・スプライト撮像用   |
| CCDカメラ2台     | 雷・恒星撮像用         |
| VLFアンテナ      | 雷雲内の水平電流観測用 |
| ガンマ線カウンタ | ガンマ線量の計測用     |
| 観測機器総重量   | 5 kg                   |

### 衛星開発
東北大学が自主開発する人工衛星はSPRITE-SATが初めてであるが、衛星に搭載する観測機器の開発では豊富な実績を持っている。これまでも日本の衛星のあけぼの、のぞみ、かぐや、あかつき等の観測機器開発に協力している。
開発費は約1億円。衛星のサイズは約50 cmと、大学が開発する衛星としては比較的大きい。観測機器はカメラ類については自主開発、ガンマ線カウンタはカリフォルニア大学と共同で開発、VLFアンテナはスタンフォード大学からの提供を受ける。
姿勢制御や通信用の衛星バス機器類は専門メーカに作成を依頼し、東北大学内の専用クリーンブースにて教員と学生によって組み立てと地上試験を行う。打ち上げ後に衛星を追跡するため、独自の専用3 m級パラボラアンテナ等の設備も用意される。

## 運用
2009年1月23日、SPRITE-SATはH-IIAロケット15号機のサブペイロードとして打ち上げられた。
2009年2月20日、東北大学は、衛星による撮影には成功したものの、地上からの指示に応答しない状態にあると発表した。太陽電池が受信用のマストの影で遮られたため、電圧が急低下した可能性があり、トラブルが起きた打ち上げ12日目以降、交信途絶状態が続いている。
トラブルが継続しているためスプライトの観測はできていないが、地上からの電波による監視は継続している。

## 雷神2
- 2011年6月までに「雷神」のトラブルは解決せず、主目的だったレッドスプライトの観測は出来なかったが、2011年6月には後継機の「雷神2」が完成したと発表された。打上げは2013年度にALOS-2との相乗りで行う予定。形状と寸法はほぼ同じだが、新たに超多波長望遠撮像観測をミッションの目的に追加し、重量は43kgに軽量化されている。開発には北海道大学も参加したほか、使用する部品の多くを東北地方の企業から調達している[3]。「高解像度望遠鏡」、「ボロメータアレイ(非冷却型サーモグラフィ)」、「魚眼CCD撮像カメラ」、「広角可視近赤外CMOS撮像カメラ」の4つのセンサを搭載。高解像度望遠鏡は、低熱膨張率を実現したセラミックス(ZPF)ミラーを加工することで、低熱膨張性を確保、これにより直径10cm、焦点距離1mと小型ながら5mの地上分解能を実現。また、液晶波長可変フィルタ(LCTF)を世界で初めて衛星に搭載し、技術実証を行う[4]。

- 2014年5月24日に、H-IIAロケット24号機によって打ち上げられた[5]。